# Den
Den je bio 4. egipatski faraon 1. dinastije; prvi koji je koristio titulu "Kralj Donjeg i Gornjeg Egipta" i prvi koji je nosio dvostruku krunu. 

## Ime
Denovo puno Horus ime znači "Horus koji napada". Druga imena ovog faraona su Semti, Hesepti i Kasti.

## Životopis
Den je bio sin Džeta i Merneit. Dok je bio dječak, umro mu je otac te je Merneit vladala kao regentica u ime svog sina. Ona nije bila samo kraljica, nego i faraon.
Kad je odrastao, Den je postao faraon, a vladao je 33 ili 34 godine.
Denove žene bile su Sešemetka, Semat, Serethor i Kaineit, koje su spomenute na njegovoj steli pronađenoj u njegovu pogrebnom kompleksu. Za posljednju postoje špekulacije da je bila strana žena koja je imala diplomatski brak s Denom.
Sa Sešemetkom je Den imao Anedžiba, koji će ga naslijediti. Imena ostale Denove djece nigdje nisu spomenuta, ali je vjerojatno da mu Anedžib nije bio jedino dijete, zbog ostalih žena. Ostaje i mogućnost da mu je Anedžib doista bio jedini sin.
Den je pokopan u grobnici T u Umm el-Qa'abu, u Abidu. Pod njegovog groba je napravljen od crvenog granita, što je prvi slučaj da je tako tvrd kamen korišten kao građevinski materijal.

## Vladavina
Den je unio i neke inovacije u svoju zemlju.
Prvi je faraon koji je nosio novi naslov, kako bi naglasio da vlada ujedinjenim Egiptom, kojeg je kao takvog stvorio Denov pra-pradjed Narmer.
Pločica iz Abida pokazuje Dena kako pobjeđuje neprijatelja s istoka (sa Sinaja), te je na njoj prikazan u položaju tipičnom za faraone; njegov predak Narmer se također tako prikazao.
Ostala važna djela su posvećivanje svetišta i jačanje važnosti dvorskih savjetnika. Slike božice Mafdet su postale češće tijekom Denova doba, jer je ona smatrana zaštitnicom kraljevske obitelji. Grobnica Hemake, kraljevskog kancelara, veća je od Denove.